# Home Nations Championship 1905
Die Ausgabe 1905 des Turniers Home Nations Championship in der Sportart Rugby Union (das spätere Five Nations bzw. Six Nations) fand vom 14. Januar bis zum 18. März statt. Turniersieger wurde Wales, das mit Siegen gegen alle anderen Teilnehmer die Triple Crown schaffte.

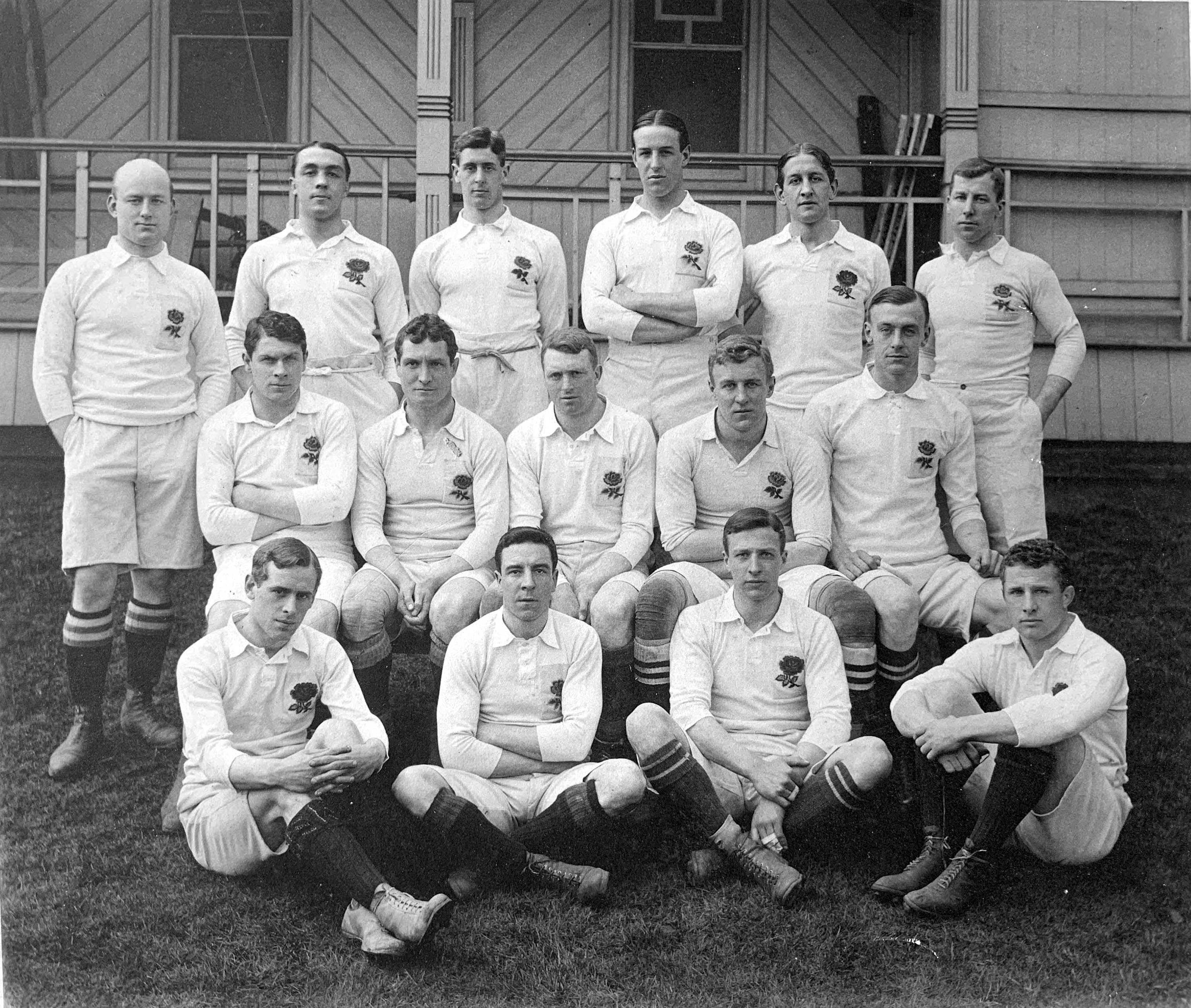
Die englische Mannschaft vor dem Spiel gegen Schottland

## Teilnehmer
| Land       | Stadion                        | Stadt             | Kapitän                 |
| ---------- | ------------------------------ | ----------------- | ----------------------- |
| England    | Athletic Ground                | Richmond          | Frank Stout             |
| Irland     | Lansdowne Road / Mardyke       | Dublin / Cork     | Charles Elliot Allen    |
| Schottland | Inverleith                     | Edinburgh         | Bill Scott / Alec Timms |
| Wales      | Cardiff Arms Park / St Helen’s | Cardiff / Swansea | Willie Llewellyn        |

## Tabelle
|    | Land       | Spiele | Siege | Unent. | Ndlg. | Spiel- punkte | Diff. | Tabellen- punkte |
| -- | ---------- | ------ | ----- | ------ | ----- | ------------- | ----- | ---------------- |
| 1. | Wales      | 3      | 3     | 0      | 0     | 41:6          | + 35  | 6                |
| 2. | Irland     | 3      | 2     | 0      | 1     | 31:18         | + 13  | 4                |
| 3. | Schottland | 3      | 1     | 0      | 2     | 16:17         | − 1   | 2                |
| 4. | England    | 3      | 0     | 0      | 3     | 3:50          | − 47  | 0                |

## Ergebnisse
| 14. Januar 1905 | Wales                                                                               | 25 : 0         | England | Cardiff Arms Park, Cardiff Zuschauer: 30.000 Schiedsrichter: C. Lefevre (Irland) |
| 14. Januar 1905 | Versuche: Gabe Harding D. Jones Llewellyn Morgan (2) Watkins Erhöhungen: Davies (2) | (11:0) Bericht |         | Cardiff Arms Park, Cardiff Zuschauer: 30.000 Schiedsrichter: C. Lefevre (Irland) |

| 4. Februar 1905 | Schottland       | 3 : 6         | Wales                   | Inverleith, Edinburgh Schiedsrichter: G. H. B. Kennedy (Irland) |
| 4. Februar 1905 | Versuche: Little | (3:3) Bericht | Versuche: Llewellyn (2) | Inverleith, Edinburgh Schiedsrichter: G. H. B. Kennedy (Irland) |

| 11. Februar 1905 | Irland                                      | 17 : 3        | England           | Mardyke, Cork Zuschauer: 12.000 Schiedsrichter: Robin Welsh (Schottland) |
| 11. Februar 1905 | Versuche: Allen MacLear Moffatt (2) Wallace | (6:0) Bericht | Versuche: Coopper | Mardyke, Cork Zuschauer: 12.000 Schiedsrichter: Robin Welsh (Schottland) |

| 25. Februar 1905 | Schottland                          | 5 : 11        | Irland                                                | Inverleith, Edinburgh Schiedsrichter: Percy Coles (England) |
| 25. Februar 1905 | Versuche: Timms Erhöhungen: Forrest | (0:5) Bericht | Versuche: Moffatt Tedford Wallace Erhöhungen: MacLear | Inverleith, Edinburgh Schiedsrichter: Percy Coles (England) |

| 11. März 1905 | Wales                                            | 10 : 3         | Irland             | St Helen’s, Swansea Schiedsrichter: William Williams (England) |
| 11. März 1905 | Versuche: W. Jones Morgan Erhöhungen: Davies (2) | (10:3) Bericht | Versuche: Robinson | St Helen’s, Swansea Schiedsrichter: William Williams (England) |

| 18. März 1905 | England | 0 : 8   | Schottland                                  | Athletic Ground, Richmond Zuschauer: 20.000 Schiedsrichter: Harry Bowen (Wales) |
| 18. März 1905 |         | Bericht | Versuche: Simson Stronach Erhöhungen: Scott | Athletic Ground, Richmond Zuschauer: 20.000 Schiedsrichter: Harry Bowen (Wales) |